# Hodnota (karty)
Hodnota hrací karty je vedle barvy karty její druhou důležitou vlastností. Karetní sada je v různých hrách rozdělena na určitý počet hodnot, nejčastěji 8 (po čtyřech barvách, tedy 32 karet), 13 (po čtyřech nebo dvakrát čtyřech barvách, tedy 52 nebo 104 karet) nebo 14 (předchozí sada, doplněná 4 žolíky). Hodnota karty se na kartách vyznačuje pomocí specifické kresby, písmenem, číslem a počtem vyobrazených symbolů barvy. 

## Karetní hodnoty
Karetní hodnoty se rozdělují na číselné karty a karetní figury. 

### Francouzské karty
U francouzských karet se rozlišuje 9 číselných hodnot (2, 3, 4, 5, 6, 7, 8, 9, 10), čtyři figury (kluk, královna, král, eso) a žolíka, který má speciální roli (zpravidla může zastupovat libovolnou hodnotu). V některých hrách je eso číselná karta s hodnotou 1. Hodnoty karet jsou vyznačeny v rozích karet – u číselných hodnot pomocí číslice (2–10), u figur pomocí písmene, které se liší podle jazyka – např. J, Q, K, A, nebo B, D, K, A nebo V, D, R, A atd. U žolíka je hodnota zpravidla vyznačena pomocí hvězdičky nebo nápisem JOKER. Hodnoty lze navíc rozlišit podle vyobrazení na kartě – u číselných karet a esa podle počtu symbolů barvy, u figur a žolíka podle stylizovaného obrázku (páže, královna, král, klaun). Zajímavé je, že figury bývají zobrazeny zjednodušeně, schematicky a zpravidla na všech běžných karetních sadách víceméně stejně, zatímco klaun na žolíkovi bývá vyobrazen odlišným, zpravidla realističtějším stylem, a to v každé karetní sadě jinak.

Příklad francouzských karet jedné hodnoty (srdcová barva)
dvojka
trojka
čtyřka
pětka
šestka
sedma
osma
devítka
desítka
kluk (jack)
královna (queen)
král (king)
eso (ace)
žolík (joker)

### Německé karty
U německých karet se rozlišují pouze 4 číselné karty (sedma, osma, devítka, desítka) a čtyři karty figur (spodek, svršek, král, eso). 

#### Jednohlavé karty
U číselných karet jsou jejich hodnoty vyznačeny počtem symbolů barev, navíc má každá karta specifické vyobrazení. Pouze na desítce se navíc nachází i římská číslice X, což usnadňuje její odlišení od ostatních karet. Karty figur lze rovněž rozlišit počtem symbolů a jejich umístěním:
- spodek – jeden symbol barvy v dolní části karty, vyobrazení vojáka,
- svršek – jeden symbol barvy v horní části karty, vyobrazení vojáka,
- král – dva symboly barvy v horní části, vyobrazení krále na trůně,
- eso – dva symboly barvy v horní části karty, vyobrazení předmětů, symbolizujících moc, sílu a vznešenost.

#### Dvouhlavé karty
U dvouhlavých karet je vyznačení hodnoty podobné jako u mariášek, s několika rozdíly:
- karty jsou horizontálně rozděleny na dvě identické poloviny,
- římské číslice se objevují na všech číselných kartách,
- král je označen pouze jedním symbolem (v každé polovině karty), od svrška se tedy liší vyobrazením – král na koni a voják,
- eso je označeno dvěma symboly, čímž ho lze rozlišit od ostatních figur.

## Využití hodnot
Karetní hodnota je vedle její barvy nejvýznamnější vlastností karty. Přesto existují hry, v nichž hodnoty nehrají žádnou roli – například švindl nebo ospalec (známý také jako vole, padni). V jiných hrách naopak nehrají roli barvy karet a hodnota je tak hlavním rozlišovacím prvkem – například sedma, černý Petr nebo oko. Někdy jsou hodnoty pouze uspořádány v hierarchii (větší bere), ale zpravidla je určitým hodnotám navíc přisouzena speciální funkce. Hierarchií navíc může být v jedné hře i více – například v mariáši je druhou nejvyšší kartou desítka, ale ve variantách betl a durch je druhou nejvyšší kartou král. 
Funkce jednotlivých hodnot se v jednotlivých hrách liší. Speciální roli má nejčastěji:
- žolík – zastupuje karty všech hodnot i barev,
- eso – ve většině her karta nejvyšší hodnoty, často se speciální funkcí (prší – soupeř jedno kolo nehraje), ve zdvihových hrách (sedma, mariáš) jde zpravidla o bodovanou kartu,
- sedma – jako protiklad k esu (karta nejnižší hodnoty) často rovněž dostává speciální roli – v prší si soupeř musí dobrat dvě karty, v sedmě přebíjí ostatní hodnoty, trumfová sedma v mariáši uhraná v posledním zdvihu přináší body navíc atd.

Někdy nabývají hodnoty svou roli teprve v kombinaci s barvou nebo s jinou kartou – tzv. hlášku v mariáši tvoří král se svrškem, kvarteto vzniká teprve po nasbírání čtyř karet stejné hodnoty apod. Právě nesčetné variace těchto možností vedou k tomu, že existuje nepřeberné množství karetních her a i každá jednotlivá hra může nabízet celou řadu herních variant. 
Názvy některých hodnot se přenesly i do nekaretních her a běžné mluvy – vytáhnout žolíka, tj. přijít s nečekaným řešením; mít eso v rukávu, tj. mít záložní plán, tajnou zbraň apod.